# Cầu quân sự
Cầu quân sự là các loại cầu để lực lượng vũ trang và các phương tiện chiến đấu cơ động vượt qua sông, suối cũng như các vật cản khác trong hành quân và tác chiến.

## Phân loại
- Theo vị trí mặt cầu so với mặt nước, có: cầu cao, cầu thấp, cầu nổi, cầu ngầm.

- Theo kết cấu, có: cầu chân cứng, cầu phà, cầu hỗn hợp, cầu treo…
- Theo tác dụng chiến thuật, có: cầu đi cùng (cầu dùng để bảo đảm cơ động cho lực lượng tác chiến chủ yếu), cầu xung kích (cầu dùng để bảo đảm cơ động cho lực lượng tác chiến phía trước).

## Lịch sử
Thế kỷ 8 TCN đã xuất hiện loại thuyền tháo lắp đơn giản. 
Năm 480 TCN trong thời kì chiến tranh với Hi Lạp, người Ai Cập đã làm cầu nối qua eo biển Đacđanen (Dardanelles) dài 1.200 m với các trụ nổi là 300 chiếc thuyền chiến liên kết với nhau bằng 2 dây chão đường kính 30 cm theo dọc cầu, chiều rộng mặt cầu là 9 m... 
Đến thế kỷ 17, khi xuất hiện các đội quân thường trực lớn với các binh khí kĩ thuật nặng thì nhu cầu phát triển và hoàn thiện các loại cầu quân sự xuất hiện ở nhiều nước, lúc đầu chủ yếu để bảo đảm cho đơn vị pháo binh. Giai đoạn này, cầu quân sự được phát triển theo hướng cầu tháo lắp với mẫu điển hình của Quân đội Hà Lan ra đời những năm đầu của cuộc chiến tranh Anh - Hà Lan lần thứ nhất (1652-1654). 
Cấu tạo của cầu gồm các trụ nổi (phao) dài 5,6 m, rộng 1,6 m, cao 0,65 m, nặng 350 kg, làm bằng gỗ bọc lá sắt chiều rộng mặt cầu 3 m, trọng tải cầu 2,6 tấn. Quân đội Pháp chế tạo vỏ phao bằng đồng lá, Quân đội Anh chế tạo vỏ phao có 2 lớp nhằm bảo đảm khả năng chống chìm. Các loại cầu này có kết cấu dạng hệ thống không liên tục, nên tải trọng và độ ổn định thấp.

### Từ năm 1750
Trong chiến tranh Bảy năm (1756-1763), Quân đội Nga đã sử dụng cầu quân sự có phao khung gỗ bọc vải bạt chống thấm kết hợp dây cáp ở đáy phao. Loại phao này nhẹ, dễ vận chuyển, giá thành rẻ và được sử dụng nhiều trong chiến tranh. 
Năm 1827, Quân đội Áo đề xuất loại cầu quân sự nổi kiểu mới: chia phao thành 2 nửa và dùng các trụ chân đế dạng tháo lắp, phao làm bằng gỗ gồm 2 nửa: nửa mũi và nửa lái không đều nhau, phao nửa mũi dài 4,2 m, phao nửa lái hình chữ nhật dài 3,4 m, mỗi phao nặng 390 kg, rộng 1,85 m, cao 0,75 m và chịu được tải trọng 2,5 tấn. Các trụ có thể dễ dàng tháo lắp, thay đổi độ cao phù hợp với mực nước sông... Với thiết kế này, các bộ cầu nổi đã nhẹ hơn và bớt cồng kềnh rất nhiều, đồng thời nâng cao tải trọng qua cầu khi ghép thêm các phao nữa vào cùng một trụ nổi. 
Cuối thế kỷ 19, Quân đội nhiều nước châu Âu đã áp dụng nguyên lí thiết kế này nhưng các phao được làm bằng thép (Pháp, 1861) hoặc bằng sắt tráng kẽm (Đức, 1865) với tải trọng lớn hơn (4 tấn)… 
Như vậy, trong thời kì này, cầu quân sự có bước phát triển quan trọng tại châu Âu theo hướng nâng cao tải trọng, thao tác dễ dàng, kết cấu phao gọn nhẹ, thuận tiện cho việc lắp ghép dưới nước và di chuyển trên bộ. 

### Sau Chiến tranh thế giới lần thứ 1
Sau Thế chiến thứ 1, khi xuất hiện các loại pháo hạng nặng và xe tăng, yêu cầu về cơ động của Quân đội cao hơn thì các loại cầu quân sự đã có trước đó không còn phù hợp. Từ năm 1929 đã xuất hiện các bộ cầu nổi với nhiều thay đổi rất cơ bản trong kết cấu, cầu đơn giản được thay bằng cầu hệ chốt hẫng. Loại cầu mới có kết cấu phức tạp hơn nhưng thao tác lắp ghép thuận tiện hơn, các bộ phận cầu vận chuyển được bằng phương tiện cơ giới, dễ chuyển từ cầu sang phà và ngược lại...

### Sau Chiến tranh thế giới lần thứ 2
Từ sau Thế chiến thứ 2, cầu quân sự được phát triển theo hướng cầu hệ dầm liên tục trên các trụ nổi riêng biệt. 
Loại cầu này có ưu điểm: tải trọng trên cầu được dàn đều cho các trụ nổi, kích thước phao được thu gọn, chịu tải lớn hơn, mặt cầu bảo đảm tốc độ hành quân cao hơn... 
Điển hình của loại cầu này là bộ cầu TPP (Nga) có phao và các dầm dọc được chế tạo bằng thép có thể ghép được các loại cầu 16 tấn, 50 tấn và 70 tấn; bộ cầu M4T6 (Mĩ) có phao bằng cao su và hệ kết cấu mặt cầu là các dầm nhôm rỗng có thể ghép được cầu đến 60 tấn... Nhược điểm của loại cầu quân sự này là lắp ghép chậm và chủ yếu là thủ công, kết cấu nặng nề và vận chuyển khó khăn... 
Sau thập niên 50 của thế kỷ 20 đã xuất hiện bộ cầu hệ liên tục ghép nối từ các xe cầu phà tự hành, cơ giới hóa toàn bộ quá trình vận chuyển và lắp ghép. Trong thời kì “chiến tranh lạnh”, Quân đội Liên Xô đã phát triển loại cầu nổi dạng băng PMP gồm nhiều đốt nổi độc lập ghép với nhau bằng chốt ở đáy tạo thành dải băng liên tục. Mỗi đốt cầu dài 6,75 m, nặng 6,7 t, gồm 2 phao vuông ở giữa và 2 phao nhọn ở 2 bên, có thể gấp lại để chuyên chở trên các xe đặc chủng. Loại cầu này hơi cồng kềnh, lực cản dòng chảy lớn nhưng kết cấu nhịp và mặt cầu được kết hợp với kết cấu phao nên đã giảm đáng kể các thao tác và thời gian lắp ghép...

## Xu hướng
Xu hướng phát triển cầu quân sự cơ bản là rút ngắn thời gian thao tác lắp ghép, nâng cao khả năng tự cơ động, nâng cao tải trọng và tốc độ hành quân của các phương tiện qua cầu, tăng tuổi thọ và sức sống cũng như đa năng hóa chức năng của cầu. Trong chiến tranh hiện đại, việc bảo đảm vượt sông cho lực lượng vũ trang có ý nghĩa rất quan trọng, do đó cầu quân sự luôn được chú trọng nghiên cứu phát triển và không ngừng hoàn thiện hơn để đáp ứng yêu cầu cơ động của Quân đội.